# Fernando Lúcio da Costa
Fernando Lúcio da Costa detto Fernandão (Goiânia, 18 marzo 1978 – Aruanã, 7 giugno 2014) è stato un allenatore di calcio e calciatore brasiliano, di ruolo attaccante.

## Carriera
La carriera di Fernandão inizia nel suo Stato di origine, nella squadra del Goias, dove debutta nel 1997 e con la quale vince cinque edizioni del Campionato Goiano consecutive, dal 1996 al 2000. L'esperienza europea arriva nel campionato francese, prima con l'Olympique Marsiglia, poi con un prestito al Tolosa. Fernandão torna quindi in Brasile, all'Internacional. Con la squadra dello Stato di Rio Grande do Sul vince la Coppa Libertadores 2006 da capitano. Nel 2009 si trasferisce in Qatar all'Al-Gharafa. L'11 maggio 2011 rescinde il suo contratto con il San Paolo, visto il poco spazio che l'attaccante aveva avuto con l'allenatore Paulo César Carpegiani.

### Morte
È morto all'età di 36 anni in un incidente aereo dopo che l'elicottero su cui viaggiava insieme ad altre quattro persone è precipitato.

## Palmarès

### Giocatore

#### Club

##### Competizioni statali
- Campionato Goiano: 5

Goiás: 1996, 1997, 1998, 1999, 2000
- Campionato Gaúcho: 2

Internacional: 2005, 2008

##### Competizioni internazionali
- Coppa Libertadores: 1

Internacional: 2006
- Coppa del mondo per club: 1

Internacional: 2006
- Recopa Sudamericana: 1

Internacional: 2007

#### Individuale
- Capocannoniere della Coppa Libertadores: 1

2006 (5 gol, a pari merito con Aloísio José da Silva, José Luis Calderón, Agustín Delgado, Sebastián Ereros, Ernesto Farías, Félix Borja, Marcinho, Daniel Montenegro, Nilmar, Mariano Pavone, Jorge Quinteros, Patricio Urrutia e Washington)
- Bola de Prata: 1

2006
- Equipo Ideal de América: 1

2006

## Statistiche

### Cronologia presenze e reti in Nazionale
| Cronologia completa delle presenze e delle reti in nazionale ― Brasile | Cronologia completa delle presenze e delle reti in nazionale ― Brasile | Cronologia completa delle presenze e delle reti in nazionale ― Brasile | Cronologia completa delle presenze e delle reti in nazionale ― Brasile | Cronologia completa delle presenze e delle reti in nazionale ― Brasile | Cronologia completa delle presenze e delle reti in nazionale ― Brasile | Cronologia completa delle presenze e delle reti in nazionale ― Brasile | Cronologia completa delle presenze e delle reti in nazionale ― Brasile |
| Data                                                                   | Città                                                                  | In casa                                                                | Risultato                                                              | Ospiti                                                                 | Competizione                                                           | Reti                                                                   | Note                                                                   |
| ---------------------------------------------------------------------- | ---------------------------------------------------------------------- | ---------------------------------------------------------------------- | ---------------------------------------------------------------------- | ---------------------------------------------------------------------- | ---------------------------------------------------------------------- | ---------------------------------------------------------------------- | ---------------------------------------------------------------------- |
| 27-4-2005                                                              | San Paolo                                                              | Brasile                                                                | 3 – 0                                                                  | Guatemala                                                              | Amichevole                                                             | -                                                                      |                                                                        |
| Totale                                                                 |                                                                        | Presenze                                                               | 1                                                                      |                                                                        | Reti                                                                   | 0                                                                      |                                                                        |